# Georgette De Kegel
Georgette De Kegel (Aalst, 16 mei 1937 - aldaar, 31 juli 2023) was een Belgisch politica voor de Volksunie.

## Levensloop
De Kegel volgde een opleiding in het secretariaat en werkte als tweetalig secretaresse. Later werd ze sociaal werkster voor het ziekenfonds Priester Daens in Ninove en zaakvoerder van een bankkantoor van Argenta in de stad.
Al van jongs af aan engageerde ze zich in de Vlaamse Beweging: ze werd lid van het Vlaams Nationaal Jeugdverbond, het Davidsfonds, de Vlaamse Toeristenbond en het Taal Aktie Komitee. Ook was ze stichtend bestuurslid van de Volksunie-afdeling van Ninove.
De Kegel was voor het eerst kandidaat op een Volksunie-kieslijst voor de gemeenteraadsverkiezingen van 1970 in Ninove, maar werd niet verkozen. In maart 1974 werd ze verkozen tot lid van de Kamer van volksvertegenwoordigers voor het kiesarrondissement Aalst en vervulde dit mandaat tot in april 1977. Ze zetelde in de Kamercommissie Leefmilieu. In diezelfde periode, van april 1974 tot april 1977, had ze als gevolg van het toen bestaande dubbelmandaat ook zitting in de Cultuurraad voor de Nederlandse Cultuurgemeenschap.
Bij de gemeenteraadsverkiezingen van 1976 werd ze wel verkozen als gemeenteraadslid van Ninove en bleef dit onafgebroken tot einde 2012. Na het uiteenvallen van de Volksunie in 2001 sloot De Kegel zich aan bij de N-VA, maar na interne onenigheid in de lokale afdeling werd ze in 2005 geschorst als partijlid. Bij de gemeenteraadsverkiezingen van 2006 werd ze herkozen als verruimingskandidate op de CD&V Plus-kieslijst .
Ook werd ze in 1995 voorzitster van de sociale huisvestingsmaatschappij Ninove Welzijn